# Старе Сежпути
Старе Сежпути (пол. Stare Sierzputy) — село в Польщі, у гміні Ломжа Ломжинського повіту Підляського воєводства.
Населення — 91 особа (2011).
У 1975-1998 роках село належало до Ломжинського воєводства.

## Демографія
Демографічна структура станом на 31 березня 2011 року:
|          | Загалом | Допрацездатний вік | Працездатний вік | Постпрацездатний вік |
| -------- | ------- | ------------------ | ---------------- | -------------------- |
| Чоловіки | 40      | 13                 | 21               | 6                    |
| Жінки    | 51      | 13                 | 24               | 14                   |
| Разом    | 91      | 26                 | 45               | 20                   |